# Ennomos subsignaria
Ennomos subsignaria is een vlinder uit de familie van de spanners (Geometridae). De wetenschappelijke naam van de soort is voor het eerst geldig gepubliceerd in 1823 door Hübner, 181.